# Eri Kitamura
Eri Kitamura (喜多村 英梨, 'Kitamura Eri') Tóquio, 16 de agosto de 1987 é uma  dubladora e cantora japonesa.

## Trabalhos

### Anime
2003
- Last Exile (Tatiana Wisla)

2004
- Mermaid Melody Pichi Pichi Pitch Pure (Seira)

2005
- Blood+ (Saya Otonashi)

2006
- Le Chevalier D'Eon (Anna Rochefort)
- Night Head Genesis (Yoshimi Taniguchi)
- Simoun (Amuria)

2007
- Idolmaster: Xenoglossia (Makoto Kikuchi)
- Ikki Tousen (Kakouen Myousai)
- Jigoku Shōjo: Futakomori (Juri Moriuchi)
- Kaze no Stigma (Michael Harley)
- Kodomo no Jikan (Rin Kokonoe)
- Minami-ke (Yuka Uchida)
- Potemayo (Sunao Moriyama)
- Seto no Hanayome (Akeno Shiranui)
- Tōka Gettan (Makoto Inukai)
- Toward the Terra (Tony (jovem))
- Taiho Shichauzo (Yukari)

2008
- Amatsuki (Yakou)
- Blassreiter (Lene Clavier)
- Chaos;Head  (Rimi Sakihata)
- Ga-rei -Zero- (Natsuki Kasuga)
- Ikki Tousen: Great Guardians (Kakouen Myousai)
- Jigoku Shōjo: Mitsuganae (Nishino Chizuru)
- Junjo Romantica: Pure Romance (Kamijo Hiroki (jovem))
- Kemeko Deluxe! (Sanpeita Kobayashi)
- Kyōran Kazoku Nikki (Akeru Nishikura)
- Minami-ke: Okawari (Yuka Uchida)
- Nogizaka Haruka no Himitsu (Ryōko Sawamura)
- Noramimi (Cinnamon)
- Persona: Trinity Soul (pai de Takurō Sakakiba)
- Shigofumi: Letters from the Departed (Ran Yahiro)
- Toradora! (Ami Kawashima)
- Vampire Knight (Rima Tōya)
- Vampire Knight Guilty (Rima Tōya)
- Yatterman (2008) (Horita)

2009
- Asura Cryin' (Rikka Kurasawa)
- Asura Cryin' 2 (Rikka Kurasawa)
- Bakemonogatari (Karen Araragi)[2]
- Fairy Tail (Cana Alberona, Aquarius, Gray Fullbuster (criança))
- Fresh Pretty Cure! (Miki Aono/Cure Berry)
- Kanamemo (Hinata Azuma)
- Kurokami: The Animation (Kakuma)
- Minami-ke: Okaeri (Yuka Uchida)
- NEEDLESS (Eve Neuschwanstein)
- Nogizaka Haruka no Himitsu: Purezza (Ryōko Sawamura)
- Sora Kake Girl (Lily)
- Umineko no Naku Koro ni (Chiester 410)
- Taishō Baseball Girls (Shizuka Tsukubae)
- Tegami Bachi (Ann)
- Tokyo Magnitude 8.0 (Mayu)
- Yumeiro Pâtissière (Mari Tennōji, Honey)

2010
- Angel Beats! (Yui)
- Dance in the Vampire Bund (Nelly)
- Highschool of the Dead (Saya Takagi)
- Kuragehime (Sara)
- Nurarihyon no Mago (Gyuki (criança))
- Queen's Blade: The Exiled Virgin (Alleyne)
- Queen's Blade 2: The Evil Eye (Alleyne)
- So Ra No Wo To (Kureha Suminoya)
- Shiki (Yoshie Kurahashi)
- Tatakau Shisho: The Book of Bantorra (Hamyuts Meseta (jovem))
- Working!! (Yachiyo Todoroki)
- Yumeiro Patissiere SP Professional (Mari Tennōji, Honey)

2011
- 30-sai no Hoken Taiiku (Pī-chan, Kū-chan)
- Ao no Exorcist (Izumo Kamiki)
- C³ (Kirika Ueno)
- Freezing (Ganessa Roland)
- Mayo Chiki! (Kanade Suzutsuki)
- Nurarihyon no Mago (Rikuo Nura (criança))
- Oniichan no Koto Nanka Zenzen Suki Janain Dakara ne!! (Nao Takanashi)
- Puella Magi Madoka Magica (Sayaka Miki)
- Softenni (Kotone Sawanatsu)
- Last Exile: Fam, The Silver Wing (Tatiana Wisla)
- Rio: Rainbow Gate! (Misery)
- Sket Dance (Quecchon)
- Working'!! (Yachiyo Todoroki)

2012
- Black Rock Shooter (Kagari Izuriha)
- Campione! (Liliana Kranjčar)
- Girls und Panzer (Darjeeling)
- Haiyore! Nyaruko-san (Mahiro Yasaka)[3]
- Nekomonogatari (Kuro) (Karen Araragi)[2]
- Nisemonogatari (Karen Araragi)[2]
- Oniichan dakedo Ai sae Areba Kankeinai yo ne! (Arashi Nikaidō)
- Papa no Iukoto wo Kikinasai! (Miu Takanashi)
- Pocket Monsters: Best Wishes! (Homika)
- Tasogare Otome X Amnesia (Kirie Kanoe)

2013
- Gen'ei o Kakeru Taiyō (Seira Hoshikawa)
- Haiyore! Nyaruko-san W (Mahiro Yasaka)[3]
- Kami-sama no Inai Nichiyōbi (Dee Ensy Stratmitos)[4]
- Karneval (Kiichi)
- Mangirl! (Hikari Ayano)
- Minami-ke: Tadaima (Yuka Uchida)
- Monogatari Series 2nd Season (Karen Araragi)[2]
- Senran Kagura (Homura)
- Magical Suite Prism Nana (Kotone Oribe)
- Zettai Bōei Leviathan (Bahamut)[5]
- Tokyo Ravens (Kyōko Kurahashi)

### OVA
- Aruvu Rezuru: Kikaijikake no Yōseitachi (Shiki Mikage)
- Durarara!! (Mairu Orihara)
- Fairy Tail: Welcome to Fairy Hills!! (Cana Alberona, Aquarius)
- ICE (anime) (Mint)
- Koharu Biyori (Yui)
- My-Otome 0~S.ifr~ (Sister Hermana Shion)
- Princess Resurrection (Riza Wildman)
- Corpse Party: Missing Footage (Yuka Mochida)
- Corpse Party: Tortured Souls - Bougyakusareta Tamashii no Jukyou (Yuka Mochida)

### Filme
- Ao no Exorcist the Movie (Izumo Kamiki)
- Break Blade (Leto)
- Fairy Tail the Movie: The Phoenix Priestess (Cana Alberona, Aquarius)
- Pretty Cure All Stars (Miki Aono/Cure Berry)
- Fresh Pretty Cure: The Toy Kingdom has Many Secrets!? (Miki Aono/Cure Berry)
- Puella Magi Madoka Magica (Sayaka Miki)

### Video game
- Ar tonelico III (Finnel)
- Atelier Rorona: The Alchemist of Arland (Cordelia von Feuerbach)
- Atelier Totori: The Adventurer of Arland (Cordelia von Feuerbach)
- Chaos;Head (Rimi Sakihata)
- Chaos;Head Love Chu Chu! (Rimi Sakihata)
- Corpse Party BloodCovered: ...Repeated Fear (Yuka Mochida)
- Corpse Party: Book of Shadows (Yuka Mochida)
- Corpse Party 2U (Yuka Mochida)
- Cyberpunk 2077 (Judy Alvarez)
- Dengeki Gakuen RPG: Cross of Venus (Kizuna Kasugai)
- Disgaea 4: A Promise Unforgotten (Vulcanus)
- Do-Don-Pachi SaiDaiOuJou (Type-B Hikari)
- Dream Club (Mio)
- Heroes Phantasia (Saya Otonashi)
- Hyperdimension Neptunia Mk2 (Uni)
- Hyperdimension Neptunia Victory (Uni)
- Koumajou Densetsu II: Stranger's Requiem (Remilia Scarlet, Sunny Milk)
- Lollipop Chainsaw (Juliet Starling)
- Luminous Arc 3 (Yuu)
- Lux-Pain (Nöla Döbereiner)
- Misshitsu no Sacrifice (Asuna)
- No More Heroes: Heroes' Paradise (Shinobu)
- New Class of Heroes: Chrono Academy (Abner)
- Phantasy Star Online 2 (Kuna)
- Project X Zone (Juri Han)
- Puella Magi Madoka Magica Portable (Sayaka Miki)
- Rewrite (Akane Senri)
- Rune Factory 3 (Chocolat)
- Senran Kagura (Homura)
- Senran Kagura Burst (Homura)
- Senran Kagura SHINOVI VERSUS (Homura)
- Shinkyoku Soukai Polyphonica (Snow Drop)
- Street Fighter X Tekken (Juri Han)
- Super Street Fighter IV (Juri Han)
- Tatsunoko vs. Capcom: Cross Generation of Heroes/Ultimate All Stars (Gan-chan aka Yatterman No. 1)
- Tales of Phantasia: Narikiri Dungeon X (Rondoline E. Effenberg)
- Toki to Towa (Towa)
- Tokyo Babel (Samuel)
- Toradora! Portable (Ami Kawashima)

### CD drama
- Karneval (Kiichi)
- Oresama Teacher (Mafuyu Kurosaki)
- Ys II (Lilia)

### Outros
- Vocaloid (Cul)

## Discografia

### Singles
- "Before the Moment" - 21 de abril de 2004
- "Tsuyogari" (つよがり) - 8 de agosto de 2008
- "Realize" - 23 de julho de 2008
- "Guilty Future" - 21 de janeiro de 2009
- "Be Starters!" - 10 de agosto de 2011
- "Shirushi" (紋) - 9 de novembro de 2011
- "Happy Girl" - 8 de fevereiro de 2012
- "Destiny" - 7 de novembro de 2012
- "Miracle Gliders" - 9 de janeiro de 2013
- "Birth" - 7 de agosto de 2013[6]

### Álbum
- "Re;Story" - 25 de julho de 2012

### Outros
2004
- Mermaid Melody Pichi Pichi Pitch "Before the Moment"
- Mermaid Melody Pichi Pichi Pitch "Beautiful Wish"
- Mermaid Melody Pichi Pichi Pitch "Birth of Love"
- Zatch Bell "Tsuyogari"
- Kuryū Yōma Gakuenki "Aokikiyoku"

2007
- Tōka Gettan "Yume Oboro" (com Mariya Ise  e Saori Hayami)
- Idolmasters XENOGLOSSIA "Honoo no Sadame"
- Seto no Hanayome "Rasen"
- Kodomo no Jikan "Rettsu! Ohime-Sama Dakko!" (com Kei Shindō e Mai Kadowaki)
- Kodomo no Jikan "Otome Chikku Shoshinsha Desu" (com Kei Shindō e Mai Kawadoki)
- Koharu Biyori "Apron Dake wa Toranaide"
- Koharu Biyori "Oppai wa Dame"
- Koharu Biyori "Love Song kamo Shirenai" (com Satomi Akesaka)
- Kodomo no Jikan "Sensei.. Hajimete Desu Ka?"

2008
- ToraDora! "Pre-Parade" (com Rie Kugimiya e Yui Horie)
- ToraDora! "Ka Ra Ku Ri" (com Rie Kugimiya e Yui Horie)
- Seto no Hanayome "Mirai He Go" (com Rika Morinaga)

2009
- ToraDora! "Orange" (com Rie Kugimiya e Yui Horie)
- ToraDora! "Yes!"
- ToraDora! "Holy Night" (com Rie Kugimiya)
- ToraDora! "Complete" (com Rie Kugimiya e Yui Horie)
- ToraDora! "Please Freeze" (com Rie Kugimiya e Yui Horie)
- Minami-ke "Seenotsu" (com Aki Toyosaki)
- NEEDLESS  "Aggressive Zone" (com Aya Endo, Yui Makino, Emiri Katō e Saori Gotō)
- NEEDLESS "WANTED! for the love" (com Aya Endo, Yui Makino, Emiri Katō e Saori Gotō)
- BLOOD + "Ashita he... shining future"
- Kodomo no Jikan "Guilty Future"

2010
- Working!! "SOMEONE ELSE" (com Kana Asumi e Saki Fujita)

2011
- Onii-chan no Koto Nanka Zenzen Suki Janain Dakara ne "Taste of Paradise"
- Onii-chan no Koto Nanka Zenzen Suki Janain Dakara ne "YELL ~Whistle wa Sono Mune ni~"
- Onii-chan no Koto Nanka Zenzen Suki Janain Dakara ne "Ari Ari Mirai*" (com Marina Inoue e Kazusa Aranami)
- Onii-chan no Koto Nanka Zenzen Suki Janain Dakara ne "Kimi ni OVERFLOW" (com Marina Inoue e Kazusa Aranami)
- Onii-chan no Koto Nanka Zenzen Suki Janain Dakara ne "Thrilling Everyday"
- Onii-chan no Koto Nanka Zenzen Suki Janain Dakara ne "Catch My HOPE"
- Sengoku Otome: Momoiro Paradox "SENGOKU GROOVE" (com Rina Hidaka, Megumi Toyoguchi e Yuka Hirata)
- Puella Magi Madoka Magica "And I'm Home" (com Ai Nonaka)
- Working!! "Colorful Days"
- Working!! "Wagnaria Sanga ~ A day of Todoroki Yachiyo"
- Working'!! "Coolish Walk" (com Kana Asumi e Saki Fujita)
- Mayo Chiki! "Be Starters!"
- Mayo Chiki! "Kimi Ni Gohoushi" (com Yuka Iguchi e Mariya Ise)
- Mayo Chiki! "Give Me Everything"
- Papa no Iu Koto o Kikinasai! (Listen to Me, Girls. I Am Your Father!) "Happy Girl"
- Papa no Iu Koto o Kikinasai! (Listen to Me, Girls. I Am Your Father!) "Brilliant Days"
- C3 -CubexCursedxCurious "Hana"
- C3 -CubexCursedxCurious "Shirushi"

2012
- C3 -CubexCursedxCurious "My Wish"
- ToraDora! "√HAPPYEND" (com Rie Kugimiya e Yui Horie)
- Nisemonogatari "marshmallow justice"
- Papa no Iu Koto o Kikinasai! (PSP Game) "Smile Continue" (com Sumire Uesaka e Hiromi Iragashi)
- Haiyore! Nyaruko-san "Kurogane no Striver" (com Hatano Wataru)
- Hakusei Renai Shoukougun RE:Therapy "You never know"
- Onii-chan dakedo Ai sae Areba Kankeinai yo ne! "LifeRU is LoveRU!!" (com Ibuki Kido, Minori Chihara e Asami Shimoda)

2013
- Kami-sama no Inai Nichiyōbi "Birth"[4][6]